# Znanstvena fantastika
Znánstvena fantástika (kratica ZF) je zvrst izmišljene pripovedi (fikcije), ki se v glavnem ukvarja z vplivom izmišljenega znanstvega in/ali tehnološkega napredka na družbo ali posameznika, pogosto v prihodnosti.
Avtor postavi dogajanje v neko v času nastanka dela nemogoče stanje (zgodi se neverjeten tehnološki razvoj, svetovna katastrofa, obisk iz vesolja...), ki pa ga je iz dotedanjega napredka mogoče bolj ali manj smiselno napovedati. V tem se znanstvena fantastika razlikuje od sorodne zvrsti, fantazije, ki opisuje svetove v nasprotju z zakonitostmi resničnega sveta.
Skozi zgodbo v tem novem okolju avtor predstavi svoje razmišljanje o različnih vidikih človeštva ter možnih razpletih. Znan primer so zgodbe o robotih Asimova, ki obravnavajo različne vidike sožitja ljudi in robotov. Podzvrst znanstvene fantastike, znana kot alternativna zgodovina, razvije svet, ki bi bil stvaren, če bi se določene možnosti, ki so dane že v današnjem času, razvile naprej, ali pa bi se razvile drugače (Nemčija zmaga v svetovni vojni, hladna vojna ne ostane hladna, ...).
Za vplivnejše pisce veljajo predvsem Asimov, Clarke, Sheckley, Adams, Lem in Bradbury. Ne glede na sodobno priljubljenost tovrstnih del, pa še vedno velja za enega najbolj plodnih in domišljije polnih piscev ZF francoski pisatelj Jules Verne.